# شيشير كوروب
شيشير كوروب هو كاتب سيناريو ومخرج وممثل هندي، ولد في 2 نوفمبر 1961 بمومباي في الهند.

## وصلات خارجية
- شيشير كوروب على موقع IMDb (الإنجليزية)
- شيشير كوروب على موقع ألو سيني (الفرنسية)
- شيشير كوروب على موقع أول موفي (الإنجليزية)
- شيشير كوروب على موقع قاعدة بيانات الأفلام السويدية (السويدية)
- شيشير كوروب على موقع قاعدة بيانات الفيلم (الإنجليزية)
- شيشير كوروب على موقع كينوبويسك (الروسية)